# Auzon (affluent de la Cèze)
Pour les articles homonymes, voir Auzon.
L'Auzon (ou Auzonnet dans son cours supérieur) est une rivière française, affluent de la Cèze.

## Géographie
L'Auzonnet prend sa source à 612 m d'altitude, sur la commune de Portes, dans le Gard. Il s'écoule vers l'est, prenant le nom d'Auzon près du village du même nom, sur la commune d'Allègre-les-Fumades. Il se jette dans la Cèze après un parcours de 30,51 km.

### Affluents
L'Auzon compte 18 affluents référencés :
- Alauzène
- Argensol
- Ruisseau des Combes
- Valat de Couze
- Valat de la Bécarasse
- Ruisseau de Cessous
- Merdanson
- Rubéguet
- Valat de Maraval
- Valat d'Auzigues
- Valat de Bravemale
- Valat de Lauzière
- Valat des Bastides
- Valat de Quissargue
- Valat de Malpas
- Valat des Frênes
- Valat de Bouc
- Valat de la Vignasse
- Valat de Saint-Michel

### Communes traversées
L'Auzon traverse 9 communes, toutes situées dans le Gard :
- Portes
- Le Martinet
- Saint-Florent-sur-Auzonnet
- Saint-Jean-de-Valériscle
- Les Mages
- Rousson
- Saint-Julien-de-Cassagnas
- Allègre-les-Fumades
- Rivières